# Laminatore
Laminatore, termine che indica la professionalità degli operai specializzati nella costruzione di manufatti attraverso materiali compositi; solitamente impiegati nel campo nautico, sportivo sperimentale ed aeronautico.

## Competenze
Il lavoro del laminatore consiste nello stratificare/laminare diversi tipi di tessuti da impregnazione con resine adeguate, creando strutture altamente resistenti, a basso peso ed elevate caratteristiche meccaniche.